# Édouard Mazères
Édouard Joseph Ennemond Mazères (1796—1866) var en fransk dramatisk forfatter.
Mazères skrev dels alene, dels med forskellige medarbejdere en række lystspil, hvoraf flere gjorde megen lykke og længe holdt sig på scenen, blandt andre Le jeune mari (1826), La quarantaine (1827) og Le charlatanisme (1828), de to sidste forfattede med Eugène Scribe. 1858 udkom hans Comédies et souvenirs i 3 bind.